# El gran pillo
El gran pillo es una película de comedia y drama mexicana de 1960, dirigida por Gilberto Gazcón y protagonizada por Adalberto Martínez «Resortes», Flor Silvestre y Marina Camacho, quienes aparecieron juntas en las dos películas del mismo año, Dos locos en escena, de Viruta y Capulina y De tal palo tal astilla, de Eulalio González «El Piporro». Esta película se filmó en 1958 y se estrenó el 17 de marzo de 1960 en el Cine Orfeón.

## Argumento
Beto es un vagabundo que trabaja con un compadre cargando maletas en el aeropuerto de la Ciudad de México. Silvia y su hijo Paquito se disponen a viajar a los Estados Unidos en busca del esposo. María, la sirvienta, es enviada por el abuelo al aeropuerto a fin de recuperar a Paquito. Silvia y María se despiden a través de un vidrio y ambas se confunden creyendo, la primera, que María se llevará al niño de vuelta a casa del abuelo, y María que el niño viajará con su madre. Así Paquito queda abandonado y es cuando entra en el transcurso, Beto, quien se hace cargo de Paquito, lo lleva a vivir con él a su cuarto de azotea.

## Reparto
- Adalberto Martínez «Resortes» como Beto
- Flor Silvestre como María
- Marina Camacho como Laura
- Óscar Ortiz de Pinedo como Don Francisco
- Freddy Fernández «El Pichi» como Freddy
- Jorge Fernández como Jorge, el sinfónico
- Nora Veryán como Silvia
- Patricia Nieto como Lucha
- Sergio Barrios como Hildardo
- Antonio Raxel como Arturo
- Susan Vayda como Rubia en casa de juegos
- Maricarmen Vela como Amparito «La Cuchi Cuchi»
- Ángel Di Stefani como Jaime, chofer
- Claudio Brook como Hermano de Arturo
- Valentín Trujillo como Niño, vecino de Beto
- José Carlos Méndez como Paquito
- Sara Montes como Carolina, viuda
- René Barrera como Empleado de aeropuerto
- Manuel Casanueva como Conductor de cadillac
- Abel Cureño como Amigo de Beto
- Carlos León como Médico
- Salvador Lozano como Encargado de casa de juegos
- Francisco Meneses como Hermano de Arturo
- Roberto Meyer como Compadre
- Ignacio Peón como Cliente de casa de juegos
- Mario Sevilla como Médico
- Arturo Soto Rangel como Comisario
- Celia Viveros como Mujer en delegación